# Carpomya incompleta
Carpomya incompleta är en tvåvingeart som först beskrevs av Becker 1903.  Carpomya incompleta ingår i släktet Carpomya och familjen borrflugor. Inga underarter finns listade.